# Stanley Black & Decker
Stanley Black & Decker, Inc., je velika ameriška korporacija, ki proizvaja orodja, hišne pripomočke, medicinske priprave, varnostne sisteme in drugo. Podjetje je nastalo 12. marca 2010 ko sta se združila Black & Decker in Stanley Works.Stanley Works sicer obstaja že od leta 1843, ko ga je ustanovil Frederick Trent Stanley. 